# Signo de Westphal

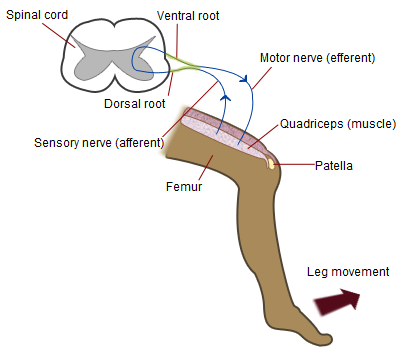
Dibujo esquemático de lo que es el signo de Westphal.

El signo de Westphal es un síntoma clínico que comprende la ausencia o incremento en el reflejo rotuliano. El reflejo rotuliano es la contracción involuntaria del cuadriceps femoral por la estimulación del tendón rotuliano. La ausencia o incremento en la respuesta nerviosa es signo de daño u otra anomalía en el sistema nervioso.
Su nombre deriva de Carl Friedrich Otto Westphal.

## Posibles causas
- Daños en los receptores nerviosos, incluyendo daños en alguno de los nervios de la médula espinal o el cerebro.
- Lesiones en el cortex motor del cerebro y otras áreas.
- Interrupción del impulso sensorial nervioso en el nervio femoral.